# COSCO-Shipping-Peony-Serie
Die Cosco-Shipping-Peony-Serie ist eine Baureihe von Containerschiffen der Cosco Shipping Lines. Die Baureihe entsteht bei China State Shipbuilding Corporation (CSSC) in Shanghai. Die Schiffe wurden im Juli 2015 für 934 Millionen US-Dollar von China Shipping Container Lines, die 2016 mit COSCO zur China COSCO Shipping Corporation fusionierte, mit Ablieferung zwischen April und Dezember 2018 bestellt.

## Die Schiffe
| Cosco-Shipping-Peony-Serie | Cosco-Shipping-Peony-Serie | Cosco-Shipping-Peony-Serie | Cosco-Shipping-Peony-Serie                        | Cosco-Shipping-Peony-Serie |
| Bauname                    | Bau- nummer                | IMO- Nummer                | Kiellegung Stapellauf Ablieferung                 | Umbenennungen und Verbleib |
| -------------------------- | -------------------------- | -------------------------- | ------------------------------------------------- | -------------------------- |
| Cosco Shipping Peony       | H3025                      | 9785744                    | 27. Oktober 2015 - 31. Mai 2018                   | so in Fahrt                |
| COSCO Shipping Jasmine     | H3026                      | 9785768                    | 27. November 2015 - August 2018                   | so in Fahrt                |
| COSCO Shipping Azalea      | H3027                      | 9785756                    | 27. November 2015 30. Oktober 2018 26. April 2019 | so in Fahrt                |
| COSCO Shipping Rose        | H3028                      | 9785809                    | 27. November 2015 - September 2018                | so in Fahrt                |
| COSCO Shipping Camellia    | H3029                      | 9785782                    | 18. Dezember 2015 26. September 2018 10. Mai 2019 | so in Fahrt                |
| COSCO Shipping Sakura      | H3030                      | 9785794                    | 18. Dezember 2015 - Dezember 2018                 | so in Fahrt                |
| COSCO Shipping Orchid      | H3031                      | 9785770                    | 18. Dezember 2015 - 30. August 2019               | so in Fahrt                |
| COSCO Shipping Lotus       | H3032                      | 9785811                    | 18. Dezember 2015 - Mai 2019                      | so in Fahrt                |